# Mário Zagallo
Mário Jorge Lobo Zagallo (* 9. August 1931 in Maceió, Bundesstaat Alagoas; † 5. Januar 2024 in Rio de Janeiro) war ein brasilianischer Fußballspieler und -trainer. Er gilt als einer der erfolgreichsten Trainer im Weltfußball.

## Leben und Wirken
Zagallo gilt als eine der Legenden des brasilianischen Fußballs. Der Trainer, der von seinen Spielern „Professor“ genannt wurde, war an vier der fünf Fußball-Weltmeistertitel der Brasilianer als Spieler, Trainer und Assistenztrainer beteiligt und war zudem der erste in der Fußballgeschichte, der die Weltmeisterschaft sowohl als Spieler (1958, 1962), als auch als Trainer (1970) gewann (beides jeweils mit der brasilianischen Nationalmannschaft), was danach bisher nur Franz Beckenbauer (1974/1990) und Didier Deschamps (1998/2018) gelungen ist.
Mário Zagallo verstarb im Januar 2024 im Alter von 92 Jahren in Rio de Janeiro. Er wurde auf dem dortigen Friedhof São João Batista beigesetzt.

## Aktive Laufbahn

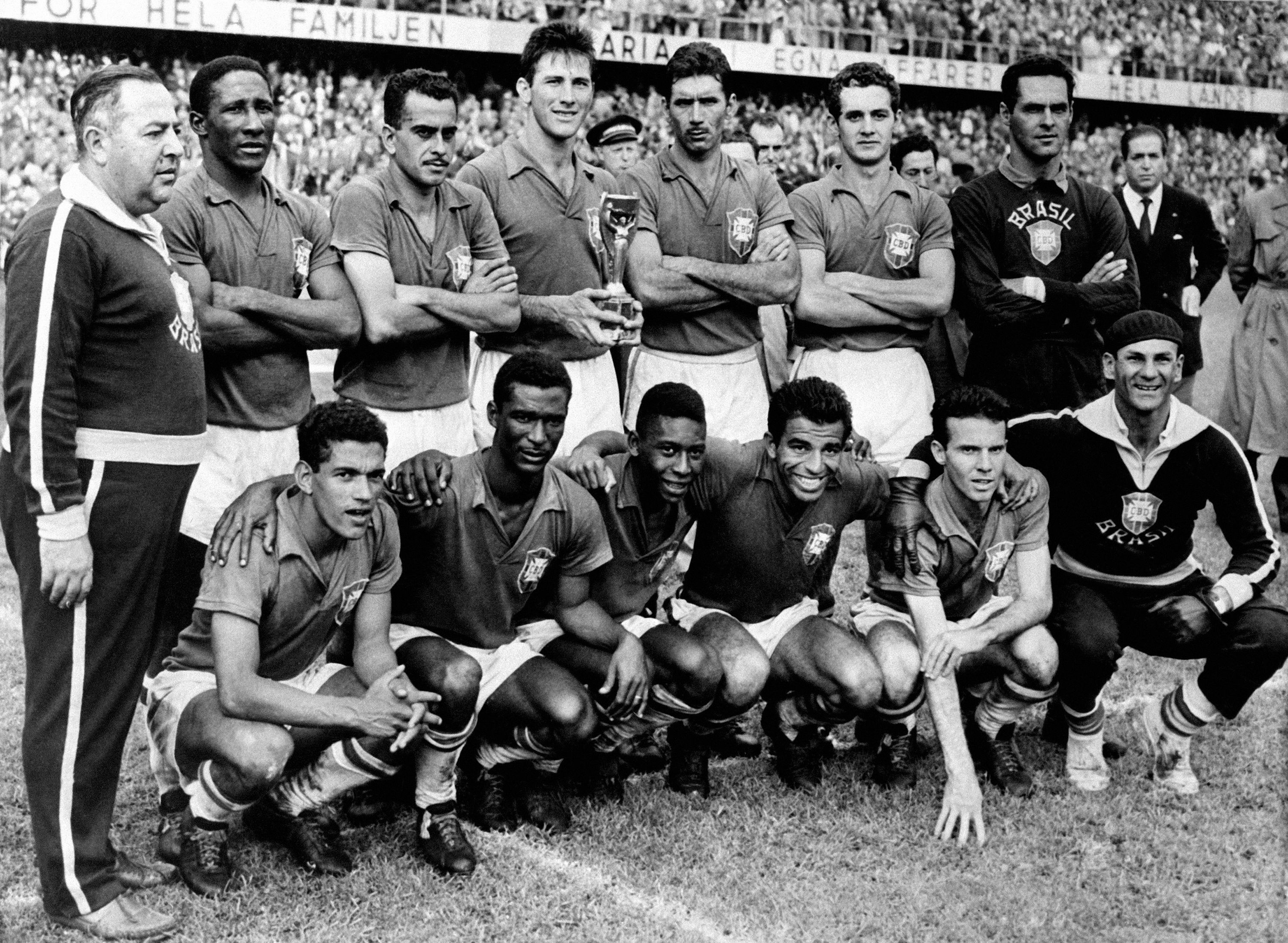
Brasilien 1958: Vicente Feola (Trainer), Djalma Santos, Zito, Bellini, Nilton Santos, Orlando, Gilmar – Garrincha, Didi, Pelé, Vava, Zagallo.

Der Flügelspieler und Stürmer Mário Zagallo spielte von 1946 bis 1950 für América Rio de Janeiro, ab 1951 sechs Jahre für Flamengo Rio de Janeiro. Dort gewann er 1953 bis 1955 die Staatsmeisterschaft von Rio de Janeiro. Ab dem Jahre 1958 bis 1965 spielte er für Botafogo, mit dem er noch zweimal (1961, 1962) diese Staatsmeisterschaft gewann. 1962 war er mit Botafogo zudem Sieger im Torneio Rio-São Paulo.
Zagallo absolvierte 33 Länderspiele und schoss dabei fünf Tore für die brasilianische Fußballnationalmannschaft. 1958 und 1962 war er als Linksaußen Stammspieler der brasilianischen Mannschaft, die zweimal nacheinander den Weltmeistertitel gewann. 1958 traf er im Endspiel gegen Schweden und 1962 im Eröffnungsspiel gegen Mexiko. Die Angriffsreihe dieses Teams bestand bei beiden Turnieren aus Garrincha, Didi, Vavá, Pelé (nach seiner Verletzung 1962: Amarildo) und Zagallo.

## Trainer-Laufbahn
Mário Zagallo trainierte über ein Dutzend Fußballvereine zwischen den Jahren 1966 und 2001. Seine Trainer-Laufbahn begann 1966 bei Botafago, die er vier Jahre trainierte. Anschließend war er jeweils eine Saison bei Fluminense, Flamengo und nach vier Jahren bei der Nationalmannschaft erneut bei Botafogo unter Vertrag. Im Jahre 1978 ging er nach Saudi-Arabien und wurde dort Trainer von Al-Hilal.
Jedoch zog es Zagallo nach einem Jahr wieder zurück in seine Heimat und er unterschrieb bei Vasco da Gama. Anschließend trainierte er den Clube de Regatas de Flamengo (1984–1985), Botafogo (1986–1987), Bangu (1988–1989) sowie Vasco da Gama (1990–1991). Nach seinem zweiten Engagement bei der Nationalmannschaft trainierte er 2000 Portuguesa und zum Abschluss seiner Karriere zum dritten Male Flamengo (2000–2001).
Er gewann 1968 mit Botafogo die Taça Brasil und wurde 1967, 1968, 1971, 1972 Staatsmeister von Rio de Janeiro sowie 1979 saudi-arabischer Meister.
Er trainierte die Nationalmannschaft seines Heimatlandes zweimal, das erste Mal zwischen 1970 und 1974, das zweite Mal 1994 bis 1998, als er bei der WM 1998 mit seinem Land Vizeweltmeister wurde. Mit Brasilien gewann er 1997 die Copa America. Von 1993 bis 1994 war er Technischer Direktor der Nationalmannschaft und gewann den WM-Titel 1994 der Brasilianer als Trainerassistent.
Zagallo betreute insgesamt 154 Spiele des Nationalteams als Trainer: 110 Spiele davon wurden gewonnen. Dem gegenüber stehen 33 Unentschieden und nur elf Niederlagen.

## Erfolge

### Als Spieler
- Vize bei der Copa América: 1959
- Fußball-Weltmeisterschaft: Weltmeister 1958, Weltmeister 1962
- Torneio Rio-São Paulo: 1962, 1964
- Staatsmeisterschaft von Rio de Janeiro: 1953, 1954, 1955, 1961, 1962

### Als Trainer der Nationalmannschaft
- Fußball-Weltmeisterschaft: Weltmeister 1970, Vize-Weltmeister 1998
- Vize bei der Copa América: 1995
- Copa América: 1997
- Konföderationen-Pokal: 1997
- Taça Independência: 1972
- Bronzemedaille beim olympischen Fußballturnier: 1996

### Als Vereinstrainer
- Taça Brasil: 1968
- Staatsmeisterschaft von Rio de Janeiro: 1967, 1968, 1972, 2001
- Copa dos Campeões: 2001